# Hermann Schaaffhausen
Hermann Schaaffhausen (19 juillet 1816 - 26 janvier 1893) était un anthropologue allemand, fils du commerçant de Coblence Hubert Josef Schaaffhausen et d'Anna Maria Wachendorf et neveu de Sibylle Mertens-Schaaffhausen. 

## Biographie
Né à Coblence, Hermann Schaaffhausen étudia la médecine puis fut inscrit sur la liste d'aptitude aux fonctions de professeur d'Université en 1844 et, la même année, fut appelé à l'université de Bonn. 
En 1857, il fut le premier à examiner les os de l'« Homme de Néandertal » et à faire part de cette découverte, le 4 février 1857 à Bonn, lors d’une réunion de la Société du Rhin inférieur pour l'Histoire naturelle et la Médecine, au cours de laquelle il montra la boîte crânienne trouvée par Johann Carl Fuhlrott à Neandertal et la qualifia de préhistorique. Rudolf Virchow fut un de ceux qui contestèrent le plus qu’il pût s’agir d’un prédécesseur d’Homo sapiens : il croyait que la forme particulière de l'os était le résultat d’une maladie rachitique. C'est grâce à Hermann Schaafhausen que le squelette ne fut pas vendu en Angleterre mais est toujours propriété du Rheinisches Landesmuseum.
On peut voir en Schaaffhausen un des grands fondateurs de l'anthropologie physique moderne. Cela concerne aussi bien les branches particulières de cette science, comme la Paléoanthropologie, que l'institutionnalisation de cette science par l'intermédiaire de sociétés. Il contribua aussi à fonder la Société allemande pour l'Anthropologie et fut coéditeur de la revue Archiv für Anthropologie. La défense de l'Homme de Néandertal comme race d'homme particulière lui coûta sa carrière académique : c'est ainsi que, malgré ses demandes répétées au ministère, il resta jusqu'au 50e anniversaire de son doctorat professeur extraordinaire, c.-à-d. sans chaire et sans droit de vote au conseil de la faculté. 
Schaaffhausen fut le cofondateur du Musée régional de Rhénanie. Il habitait près de Bad Honnef une villa élégante qui existe encore aujourd'hui. Le prince héritier Guillaume de Prusse vint fréquemment lui rendre visite quand il était étudiant à Bonn et quelquefois logea chez lui. En 1876, il planta lui-même le « chêne de l'empereur » dans le jardin de la villa. 
En 1893, Hermann Schaaffhausen mourut à Bonn. Sa tombe se trouve au Vieux Cimetière.